# 브라이언 구델

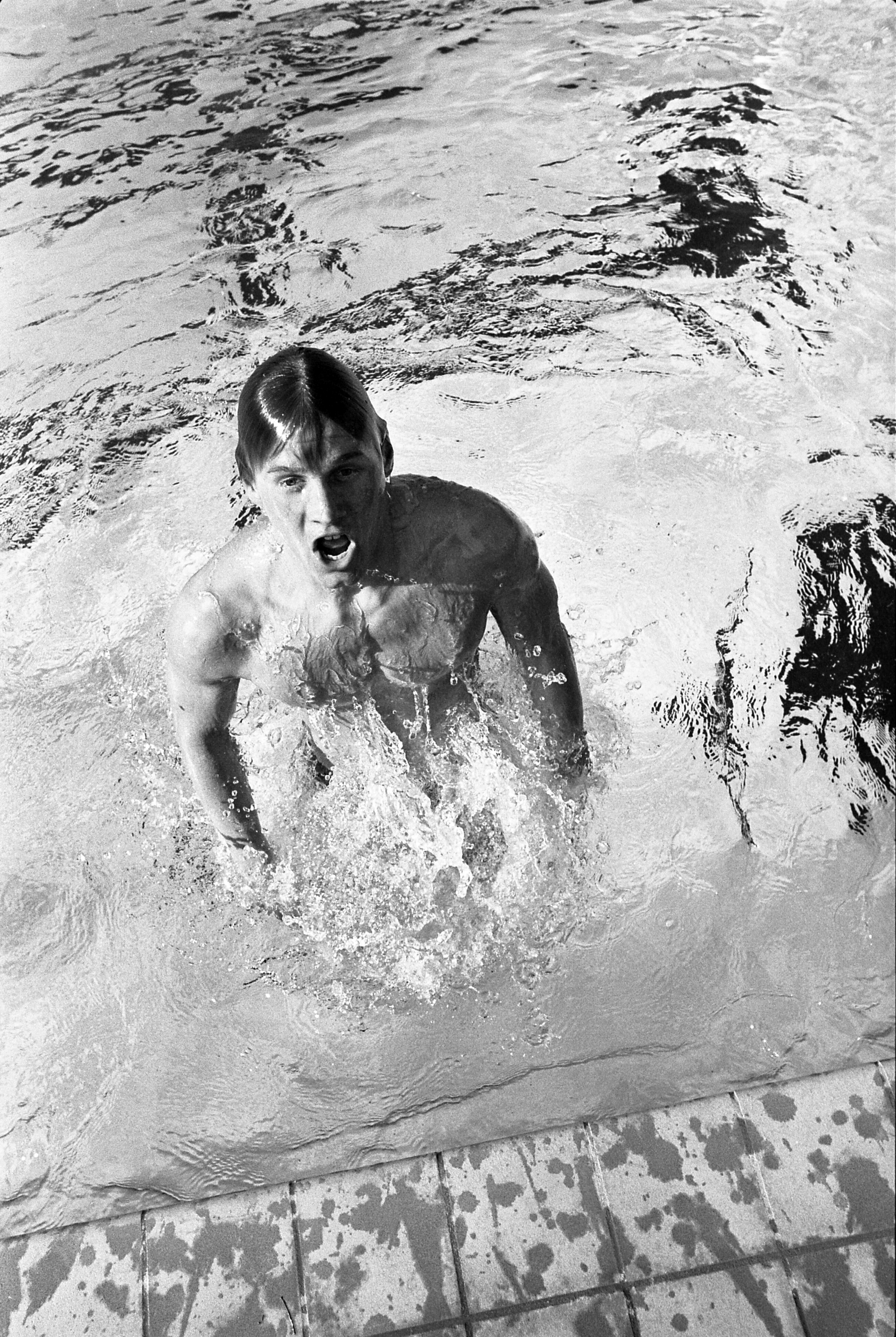

브라이언 스튜어트 구델(Brian Stuart Goodell, 1959년 4월 2일 ~ )은 전 미국의 수영 선수로 올림픽 2관왕이며 전 세계 기록 보유자였다.
캘리포니아주 스톡턴 출신으로 1976년 몬트리올 올림픽에서 400m와 1500m 자유형 종목을 우승하였다. 또한 1979년 푸에르토리코 산후안에서 열린 팬아메리칸 게임에서 위의 2 종목은 물론 800m 자유형 계주에서도 우승을 거두었다.
캘리포니아 대학교 로스앤젤레스에서 수학하면서 9회의 NCAA 선수권을 우승하였다.
구델은 1976년 6월 18일부터 1979년 4월 6일까지 400m 자유형(롱코스), 1976년부터 1980년까지 1500m 자유형(롱코스)의 세계 기록을 보유하였다.
1977년 스위밍 월드 잡지에 의하여 "올해의 남성 수영 선수"로 인정을 받았다. 1986년에는 "명예로운 수영 선수"로서 국제 수영 명예의 전당에 헌액되었다.

## 같이 보기
- 올림픽 수영 남자 메달리스트 목록
- 캘리포니아 대학교 로스앤젤레스의 동문 목록
- 수영 자유형 400m 세계 기록 추이
- 수영 자유형 1500m 세계 기록 추이